# Le Mesnil-Angot
Le Mesnil-Angot – miejscowość i gmina we Francji, w regionie Normandia, w departamencie Manche.
Według danych na rok 1990 gminę zamieszkiwały 34 osoby, a gęstość zaludnienia wynosiła 8 osób/km² (wśród 1815 gmin Dolnej Normandii Le Mesnil-Angot plasuje się na 848. miejscu pod względem liczby ludności, natomiast pod względem powierzchni na miejscu 945.).

## Historia
28 lutego 2007 gminy Le Mesnil-Angot i Graignes zostały połączone. W wyniku połączenia utworzono miejscowość Graignes-Mesnil-Angot.